# L'Adoration des mages (Van Cleve)
Pour les articles homonymes, voir L'Adoration des mages (homonymie).
L'Adoration des mages est un triptyque à l'huile sur panneau du peintre flamand de l'École d'Anvers Joos van Cleve, réalisé vers 1525 et conservé au musée de Capodimonte à Naples. Une Annonciation en grisaille est peinte au dos des panneaux latéraux.

## Histoire
L'Adoration des mages pourrait provenir de Bovalino, une petite ville de Calabre qui abritait une communauté de marchands originaires de Gênes, ville avec laquelle Anvers, où est installé l'artiste, entretient un réseau de relations commerciales particulièrement dense. De grands polyptyques, des portraits et des retables partent d'Anvers vers le Saint-Empire romain germanique, le Portugal et l'Italie. Joos van Cleve y a un atelier très actif de 1511 à 1541.
Le tableau est répertorié dans les collections des Bourbons à Naples vers 1799.
Le sujet apparait dans d'autres œuvres de Joos van Cleve, comme le triptyque de l'église Saint-Donat de Gênes et le panneau de la Gemäldegalerie Alte Meister de Dresde. Une copie du tableau de Capodimonte est conservée au Detroit Institute of Arts.

## Sujet
Le thème est particulièrement apprécié par les marchands qui s'identifient aux voyageurs mentionnés dans l'Évangile selon Matthieu, venus d'Orient apporter leurs présents à l'Enfant : l'or pour la royauté, l'encens pour la divinité, et la myrrhe, qui préserve naturellement les corps de la corruption, renvoyant à la nature mortelle du Christ.

## Description
Les figures imposantes des rois mages portent leurs présents dans des vases finement ciselés sur lesquels on peut lire leurs noms. Un lévrier à côté du roi maure arbore trois armoiries sur son collier : deux blasons font référence à la ville de Clèves, d'où le peintre est originaire, et au Saint-Empire romain germanique ; le troisième, une ancre sur fond blanc, est celui d'une famille hollandaise.
Dans le panneau central, un vieux mage est agenouillé au milieu des ruines d'un temple classique, en adoration devant l'Enfant. À droite, un groupe de soldats suit le geste du personnage indiquant la comète qui mène à la Sainte Famille.

## Analyse
Joos van Cleve est l'un des premiers artistes à s'être imprégné des enseignements de Léonard de Vinci, dont est clairement inspiré le mage le plus âgé agenouillé au centre de la composition, tout comme le rendu atmosphérique. Les rochers imaginaires à l'arrière-plan rappellent les paysages de Joachim Patinier, un peintre flamand avec qui Joos van Cleve collabore régulièrement. Le triptyque présente une mise en page resserrée et une préciosité maniériste.
Au dos des panneaux latéraux, L'Annonciation représente le sentiment joyeux de la naissance de Jésus, l'une des trois valeurs symboliques que porte le thème de l'Adoration des mages, avec la souveraineté et la mort.

## Exposition
Cette peinture est exposée dans le cadre de l'exposition Naples à Paris. Le Louvre invite le musée de Capodimonte au musée du Louvre du 7 juin 2023 au 8 janvier 2024.